# 阿特拉斯奴隶
《阿特拉斯奴隶》是米开朗基罗的一尊大理石雕像，高 2.77 米，雕刻于1525-1530年，原为教宗儒略二世墓的装饰，未完成。现藏于佛罗伦萨的学院美术馆。